# Échecs psychologiques
Les échecs psychologiques sont une variante du jeu d'échecs où chaque joueur peut, à chaque coup, refuser le coup de l'adversaire. Son adversaire doit alors rejouer un coup différent qui ne pourra être refusé. Cette forme particulière de jeu oblige chaque joueur à jouer, non pas le coup qu'il estime le meilleur, mais celui qui vient ensuite.
On pourrait croire, à première vue, qu'il est plus difficile de mater l'adversaire, car il faut prévoir deux possibilités de mat, le joueur maté ayant le droit de refuser le premier coup. Mais les mats sont facilités, car on peut faire mat en mettant simplement une dame non protégée contre le roi adverse puisque l'on peut alors refuser que le roi prenne la dame (bien sûr, il ne faut pas qu'une autre pièce puisse prendre la dame non protégée, car on n'a droit qu'à un seul refus par coup). Cela implique donc qu'un roi en situation d'échec avec une seule parade possible sera mat car on pourra refuser que le roi utilise cette parade.
Cette forme de jeu d'échecs offre de nouvelles possibilités tactiques dont on prend généralement conscience au bout de quelques parties.